# Nao Tamura
Nao Tamura (田村 奈央 Tamura Nao, 10 de octubre de 1988) es una actriz de voz japonesa de la prefectura de Saitama, Japón. Está representada por la agencia Early Wing.

## Filmografía

### Anime
2012
- From the New World

2013
- Aiura, Ayuko Uehara
- Little Busters!, child
- Log Horizon, Minori, Mischa

2014
- Fairy Tail, Cosmos
- Nandaka Velonica, Moe
- Space Dandy, child
- World Trigger (Chika Amatori)

2015
- Urawa no Usagi-chan, Misono Mimuro

2016
- Case Closed, Announcement
- Digimon Universe: Appli Monsters, Musimon
- Heybot!, Nejiru Nejiiru

2017
- 18if, Kayo Sugisaki

2018
- HUGtto! PreCure, Emiru Aisaki/Cure MaChérie

### Videojuegos
2011
- Disgaea 4: A Promise Unforgotten, Mothman

2012
- Girl Friend Beta, Rui Takasaki

2013
- Aiura: Shinkei Suijaku de Shōbu da!, Ayuko Uehara
- Arcana Famiglia Collezione, Spartaco
- The Idolmaster: Million Live, Hinata Kinoshita

2014
- Chain Chronicle, Minori
- Genkai Totsuki Moero Chronicle, Matango, Chimaera
- Shanago Collection, Vezel
- Uchi no Hime-sama ga Ichiban Kawaii, Pikari Golgotto

2015
- Chaos Dragon: Konton Sensō, Kuihua
- Diss World, Yale
- Dogma Tsurugi: overture, Riruka
- Kisei no Rebellion, Jean D'Arc; Arthur
- Mezamashi Festival ~Yumekui to Mezamashi-ya~''
- Langrisser Reincarnation -Tensei-, Tsubame Deura
- World Trigger Bordeless Mission (Chika Amatori)

2016
- Mahōtsukai to Kuroneko no Wiz, Eliana Gross
- World Trigger: Smash Borders (Chika Amatori)